# Peter Gijsbertsen
Peter Gijsbertsen (geboren 1983 in Hardenberg) ist ein niederländischer Opernsänger der Stimmlage Tenor.

## Leben
Peter Gijsbertsen studierte bis 2006 am Konservatorium Utrecht. Zu seinen Lehrern zählten Harry Peeters und Gilbert den Broeder. Er wurde zudem von Cristina Deutekom unterrichtet.
Einer der Schwerpunkte Gijsbertsens ist die Barockoper sowie drei Mozart-Partien, der Tamino in Mozarts Zauberflöte, den er in Spanien, in Belgien und den Niederlanden, in Schottland und in der Schweiz verkörperte, der Don Ottavio im Don Giovanni und der Ferrando in Così fan tutte. Aus dem Barockrepertoire zählen zu seinen Rollen der principal tenor in Purcells Fairy-Queen, Acis in Händels Acis and Galatea, Gernando in L’isola disabitata sowie die drei Monteverdi-Opern L’Orfeo, L’incoronazione di Poppea und Il ritorno d’Ulisse in patria. Gijsbertsen gastierte unter anderem in Bilbao, Oviedo, Fribourg, Lyon, Berlin, Kiel, Köln, New York, in Holland und Belgien, beim Glyndebourne und beim Dorset Opera Festival. Er war auch für eine Britten-Produktion am Moskauer Bolschoi-Theater engagiert und übernahm an der Opera Zuid den Roméo in Gounods Roméo et Juliette.
Zu seinem Repertoire zählen auch zahlreiche Rollen in Werken des 20. Jahrhunderts, darunter Gonzalve in Ravels L’heure Espagnole, Graf Albert in Korngolds Die tote Stadt und Der Neuling in Brittens Billy Budd. Er sang zudem das Tagebuch eines Verschollenen von Leoš Janáček – in einer szenischen Version, die an der Opéra National de Lyon, an der Opera Vlaanderen, an der Opéra de Rennes und am Muziektheater Transparant gezeigt wurde. Beim Longborough Festival Opera übernahm er drei Hauptrollen, Alfredo Germont in  La traviata (2018), Don José in Carmen (2022) und die Titelpartie in L’Orfeo (2023).
Als Konzertsänger reicht Gijsbertsens Repertoire von Monteverdi und Bach bis Strawinsky, Orff, Henze und Rautavaara. Er war bei den Londoner Proms verpflichtet, trat mit Solo-Recitals im Amsterdamer Concertgebouw und im Rotterdamer De Doelen auf und musizierte mit dem NDR Elbphilharmonie Orchester, mit dem Concertgebouw-Orchester, der Warschauer Philharmonie und dem London Philharmonic Orchestra.

## Auszeichnungen
- 2007: John Christie Award des Glyndebourne Festival Opera[1]
- 2012: International Vocal Competition ’s-Hertogenbosch in der Kategorie „Lied“[2]
- 2018: Nederlandse Muziekprijs[3]

## Diskografie (Auswahl)
- Franz Schubert: Nacht und Träume. Mit Jozef de Beenhouwer, Klavier (2015)
- Liebesfrühling. Songs and Duets by Robert und Clara Schumann. Mit Liesbeth Devos, Sopran, Jozef de Beenhouwer, Klavier (Phaedra; 2017)
- Ich trage meine Minne.Songs by Richard Strauss. Mit Jozef de Beenhouwer, Klavier (Phaedra; 2017)
- Lodewijk Mortelmans; In Flanders' Fields Vol. 97: De Kinderen der Zee. Mit Liesbeth Devos, Sopran; Werner van Mechelen, Bassbariton; Württembergische Philharmonie Reutlingen, Dirigent: Dirk Vermeulen (Phaedra; 2017)
- Henri Duparc: Extase – Complete Songs. Mit Liesbeth Devos, Sopran, Jozef de Beenhouwer, Klavier (Phaedra; 2019)
- Clara Schumann: Complete Songs. Mit Miriam Alexandra, Sopran; Jozef de Beenhouwer, Klavier (MDG; 2019)